# Saluto (Münze)

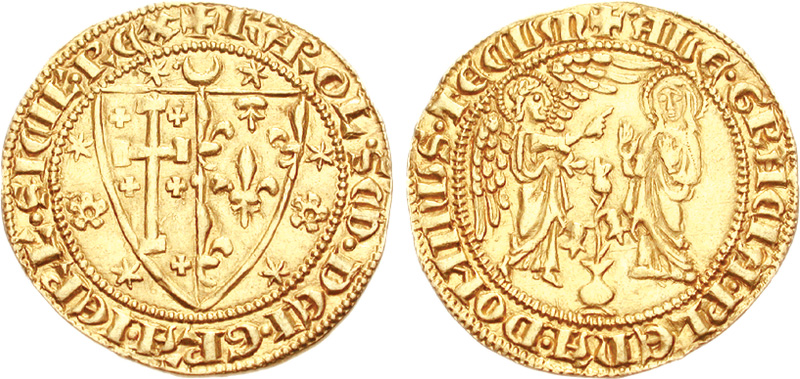
Vorder- und Rückseite eines unter König Karl II. geprägten Saluto d’oro

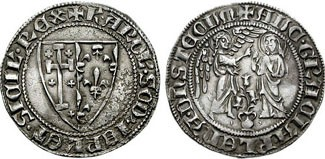
Vorder- und Rückseite eines unter König Karl II. geprägten Saluto d’argento

Der Saluto oder Carlino ist eine spätmittelalterliche Münze, die seit der Regierungszeit von Karl I. im Königreich Sizilien und Neapel ab 1278 geprägt wurde. Als Goldmünze wird sie Saluto d’oro genannt, als Silbermünze Saluto d’argento.
In einer weitreichenden Münzreform führte König Karl I. 1278 nach dem französischen Vorbild des Gros Tournoise eine Silbermünze ein, die den mehrfachen Wert eines Pfennigs in einer einzigen Münze verkörperte. Dieser Saluto d’argento hat ein Sollgewicht von 3,39 Gramm und zeigt die Verkündigungsszene aus dem Lukasevangelium des Neuen Testaments: Der Engel Gabriel verkündet Maria die Geburt ihres Sohnes Jesus.
Zeitgleich wurde auch eine Goldmünze im gleichen Erscheinungsbild emittiert die ein Gewicht von 4,44 Gramm hat bei einem Feingehalt von 950/1000.
Der Saluto d’oro gehört damit zu den ersten spätmittelalterlichen Goldmünzprägungen in Italien neben dem Goldgulden aus Florenz (ab 1252) und dem Dukaten aus Venedig (ab 1284).
Sowohl von der Silbermünze als auch von der Goldmünze gibt es jeweils eine kleinere Variante, den ½ Saluto d’oro und ½ Saluto d’argento.
Nach dem Tod von Karl I. (1285) führte sein Nachfolger Karl II. die Prägung der Saluto-Münzen bis zu seinem Tod im Jahre 1309 fort.
Allerdings gab es unter diesem Herrscher keine ½ Saluti mehr.